# Équipe des Pays-Bas de futsal FIFA
Maillots
L'équipe des Pays-Bas de futsal est la sélection nationale des meilleurs joueurs néerlandais de futsal sous l'égide de la Fédération des Pays-Bas de football (KNVB).

## Performances aux tournois principaux

### Coupe du monde de futsal FIFA
| Année  | Tour          | J  | V  | N | D | BP | BC |
| ------ | ------------- | -- | -- | - | - | -- | -- |
| 1989   | Finaliste     | 8  | 4  | 2 | 2 | 21 | 11 |
| 1992   | 2e Tour       | 6  | 3  | 1 | 2 | 15 | 15 |
| 1996   | 2e Tour       | 6  | 2  | 2 | 2 | 23 | 20 |
| 2000   | 2e Tour       | 6  | 3  | 0 | 3 | 17 | 20 |
| 2004   | Non qualifiée | -  | -  | - | - | -  | -  |
| 2008   | Non qualifiée | -  | -  | - | - | -  | -  |
| Totale | 4/6           | 26 | 12 | 5 | 9 | 76 | 76 |

### Championnat d'Europe de futsal UEFA
| Année  | Tour          | J  | V | N | D | BP | BC |
| ------ | ------------- | -- | - | - | - | -- | -- |
| 1996   | 6e Place      | 3  | 0 | 1 | 2 | 5  | 8  |
| 1999   | 4e Place      | 5  | 1 | 1 | 3 | 16 | 19 |
| 2001   | 1er Tour      | 3  | 0 | 1 | 2 | 3  | 11 |
| 2003   | Non qualifiée | -  | - | - | - | -  | -  |
| 2005   | 1er Tour      | 3  | 1 | 0 | 2 | 8  | 12 |
| 2007   | Non qualifiée | -  | - | - | - | -  | -  |
| 2010   | Non qualifiée | -  | - | - | - | -  | -  |
| Totale | 4/7           | 14 | 2 | 3 | 9 | 32 | 50 |

## Effectif

### Appelés récemment
Les joueurs suivants ne font pas partie du dernier groupe appelé mais ont été retenus en équipe nationale lors des 6 derniers mois.
Les joueurs qui comportent le signe , sont blessés au moment de la dernière convocation.
Les joueurs qui comportent le signe , sont suspendus au moment de la dernière convocation.
| Pos. | Nom               | Date de Naissance | Sél. | Buts | Club            | Dernier appel                    |
| ---- | ----------------- | ----------------- | ---- | ---- | --------------- | -------------------------------- |
| M    | Jordy Cretier     | 16 juillet 1994   | 2    | 1    | Hovocubo        | vs Finlande, 13 avril 2024       |
| M    | Issam Dahmani     | 15 octobre 1996   | 10   | 4    | Real Herentals  | vs France, 5 février 2024        |
| M    | Iliass Bouzit     | 7 avril 1995      | 37   | 9    | Hovocubo        | vs France, 5 février 2024        |
| M    | Denzel van Houtum | 12 décembre 2000  | 7    | 2    | FC Eindhoven    | vs France, 5 février 2024        |
| M    | Walid El Otmani   | 21 janvier 2005   | 1    | 0    | OS Lusitanos    | vs Belgique, 3 février 2024      |
| M    | Ayoub Tamoukh     | 22 février 2002   | 0    | 0    | Tigers Roermond | vs Azerbaïdjan, 20 décembre 2023 |